# Бризгіна Єлизавета Вікторівна
Бризгіна Єлизавета Вікторівна (нар. 28 листопада 1989, Луганськ, Україна) — українська легкоатлетка, бронзова призерка Олімпіади в Лондоні (2012) в естафеті, чемпіонка та срібна призерка першості Європи з легкої атлетики.

## Біографія
Єлизавета Бризгіна є донькою олімпійських чемпіонів з легкої атлетики Ольги та Віктора Бризгіних.
З 13 років живе та тренується в Києві під керівництвом Володимира Федорця.
У 2007 році Єлизавета виграла 200-метрівку на юніорському чемпіонаті Європи.
2010 року вже на чемпіонаті Європи серед дорослих, українська спортсменка виборола срібну нагороду на своїй коронній дистанції з бігу на 200 метрів, встановивши при цьому свій особистий рекорд. В останній день чемпіонату Єлизавета разом з партнерками по збірній (Олеся Повх, Наталя Погребняк, Марія Рємєнь) виграла золоту нагороду в естафеті 4×100 метрів.

### Олімпійські ігри 2012
На літній Олімпіаді, яка проходила з 27-о липня по 12 серпня 2012 року, Єлизавета разом з Марією Рємєнь, Христиною Стуй та Олесею Повх фінішували третіми, показавши результат 42,04 секунди, який став новим національним рекордом України. Переможцями естафети стали американські бігунки зі світовим рекордом 40,82 секунди. Другими стали спортсменки з Ямайки — 41,41 секунди.

### Виступи на Олімпіадах
| Олімпіада   | Дисципліна     | Результат | Місце |                     |
| Лондон 2012 | Біг 200 м      | 22,64     | 11    |                     |
| Лондон 2012 | естафета 4х100 | 42,04     | 3     |                     |
| Ріо 2016    | Біг 200 м      | 23,28     | 40    |                     |
| Ріо 2016    | естафета 4х100 | 42,36     | 6     | анульовано (Допінг) |

## Особисті рекорди
| Дистанція | Дата           | Місто     | Час (сек.) | Вітер |
| --------- | -------------- | --------- | ---------- | ----- |
| 100 м     | 19 червня 2007 | Київ      | 11.44      | +1,0  |
| 200 м     | 31 липня 2010  | Барселона | 22.44      | +0,1  |

## Державні нагороди
- Орден княгині Ольги III ст. (15 серпня 2012) — за досягнення високих спортивних результатів на ХХХ літніх Олімпійських іграх у Лондоні, виявлені самовідданість та волю до перемоги, піднесення міжнародного авторитету України[4]

## Відзнаки
У 2011 році стала лауреатом Всеукраїнської премії «Жінка ІІІ тисячоліття» в номінації «Перспектива».